# Juraj Haulik
Juraj Haulik de Várallya (sl. Juraj Haulík Váralyai, Trnava, Slovačka, 20. travnja 1788. – Zagreb, 11. svibnja 1869.), hrvatski kardinal i zagrebački nadbiskup. ↓n1

## Životopis
Teologiju i filozofiju studirao je u Trnavi, Ostrogonu i Beču. Zaslužan je za uvođenje hrvatskog jezika u škole i javne poslove, za osnivanje Matice ilirske, a njegovim nastojanjem utemeljeno je Gospodarsko društvo Sv. Jeronima i uredio park Maksimir. Zauzimao se za osnivanje osnovnih škola i novčano pomagao kulturne i dobrotvorne ustanove, a podupirao je i narodni preporod u Hrvatskoj i odupirao se mađarizaciji. Imenovan je 1852. prvim zagrebačkim nadbiskupom metropolitom, a 1856. i kardinalom.
Kada je nakon smrti Aleksandra Alagovića, 1837. godine Haulik zasjeo na biskupsku stolicu, a potom kao nadbiskup do smrti 1869. obavljao svoje pastirske dužnosti, politička i socijalna volja uspostavljala je na svim područjima drukčija mjerila vrijednosti i korisnosti, pa se njegova crkvena politika ne može odvojiti od političke povijesti Hrvatske, problematizirane antagonizmima između Austrije i Ugarske.
U Hrvatskoj će se historiografiji često naći ocjena da je Haulik bio bečki čovjek, pa pouzdanik dvora pa i apsolutizma, ili pak u pozitivnom značenju zagovornik pred krunom kao nijedan hrvatski biskup ni prije ni poslije njega. On je to doista i bio, no stupivši na uzavrelo hrvatsko tlo, gdje će sav politički život biti usredotočen na probleme odnosa s Ugarskom, Haulik je znao iskoristiti trenutačne okolnosti te se stavio na stranu hrvatskoga nacionalnog pokreta koliko mu je dopuštala njegova crkvena funkcija i uvelike omogućavala politička, kao namjesnika banske časti i zastupnika hrvatskih interesa na zajedničkim saborima. Namjesnikom banske časti bio je u razdoblju 1840. do 1842. te od 1845. pa do imenovanja Josipa Jelačića banom 1848. godine.
Zatražio je i 1843. dobio plemićki list s predikatom de Várallya. U grbovnici od 30. ožujka 1843. navedeni su kao nasljednici grba i brat mu Emerik, te sinovac Juraj (sin Haulikovoga drugoga brata Kaspaira).
Grb je sasma isti grbu izdanom 1593. godine trenčinskoj plemenitoj obitelji Dubniczay von Dubnicz (Dubniczky de Dubnicza).

## Napomene
1. ↑n1  Juraj Haulik de Váralya, Đuro Haulik Varaljski, Gjuro Haulik Varaljski, Juraj Haulik Varaljski, Juraj Haulik Varalljski, njem. Georg Haulik von Várallya.

## Poveznice
- Znameniti i zaslužni Hrvati te pomena vrijedna lica u hrvatskoj povijesti od 925–1925
- Ljetnikovac biskupa Haulika
- Novi ljetnikovac biskupa Haulika

## Vanjske poveznice
- Zlatko Stahuljak, Vjesnik – 15. lipnja 1999. (hrv.)
- Biografski leksikon Austrijskog carstva[neaktivna poveznica] (njem.)
- Svi hrvatski kardinali, IKA, 24. listopada 2003., IKA P - 63684/10

| Titule u Katoličkoj Crkvi      | Titule u Katoličkoj Crkvi        | Titule u Katoličkoj Crkvi           |
| ------------------------------ | -------------------------------- | ----------------------------------- |
| prethodnik Aleksandar Alagović | zagrebački biskup 1837.–1852.    | Biskupija uzdignuta na nadbiskupiju |
| Nova biskupija                 | zagrebački nadbiskup 1852.–1869. | nasljednik Josip Mihalović          |